# Australoecetes sellicki
Australoecetes sellicki is een vlokreeftensoort uit de familie van de Ischyroceridae. De wetenschappelijke naam van de soort is voor het eerst geldig gepubliceerd in 1936 door Sheard.